# James A. Allison
James Asbury Allison (Marcellus, 11 agosto 1872 – Indianapolis, 3 agosto 1928) è stato un imprenditore statunitense, inventore della Allison Perfection Fountain Pen e fondatore con Carl G. Fisher della Prest-O-Lite.
Sempre con Fisher e Frank H. Wheeler e Arthur C. Newby fondò la pista Indianapolis Motor Speedway e la 500 Miglia di Indianapolis. Allison creò la l'Indianapolis Speedway Team Company nota più tardi come Allison Experimental Company, divenuta poi Allison Engine Company.

## Biografia
James Asbury Allison emigrò a Indianapolis con i genitori, Noah e Myra, nel 1880. Nell 1884, all'età di dodici anni, lasciò la scuola ed entrò nell'azienda di famiglia, la Allison Coupon Company. Sei anni dopo, alla morte del padre nel 1890, James divenne vice presidente della società, la quale esiste ancora oggi con il nome Allison Payment Systems. Durante gli anni '80 del XIX secolo, Allison iniziò ad interessarsi di biciclette, che si stavano diffondendo nel mondo. Si iscrisse al club ciclistico "Zig-Zag Club", dove conobbe i futuri soci Carl G. Fisher e Arthur C. Newby. Fisher e Allison rimasero amici fino alla morte.

### Prest-O-Lite
All'età di 32 anni, Allison era attivo in due società, Allison Coupon e Allison Perfection Fountain Pens; fondò una terza società con l'amico Fisher nel 1904. Questa società nacque per fabbricare i fari e fanali di automobili. I prodotti furono basati sul funzionamento con acetilene compresso, poiché all'epoca le lampade elettriche non erano ancora state introdotte. Fisher conobbe Percy "Fred" Avery, inventore di un brevetto apposito, e i tre formarono la società Concentrated Acetylene Company nel settembre 1904 (oggi nota come Praxair Surface Technology). Il prodotto inventato e commercializzato sotto il nome di "Prest-O-Lite", che divenne anche il nome della società quando Avery lasciò la società nel 1906. La società sfruttò al massimo la diffusione delle nuove automobili. Prest-O-Lite procurò fortuna a Allison e Fisher ben oltre le aspettative iniziali. Quando vendettero la società alla Union Carbide, nel 1917, Allison guadagnò milioni di dollari.

### Allison e Fisher
Allison e Fisher continuarono le loro attività imprenditoriali per il resto della loro vita. Fisher svolgeva il ruolo dell'inventore, fonte di idee, mentre Allison era il manager, l'industriale. Lem Trotter disse di Allison:
Allison supportò l'idea di Fisher di creare la Indianapolis Motor Speedway, assieme a Newby e Wheeler. Allison e Fisher costruirono una magione alla Cold Springs Road di Indianapolis. La residenza Allison note come “Riverdale”, e più tardi quella di Fisher, furono acquisite dalla Sisters of St. Francis e ora fanno parte della Marian University (Indiana).
I due crearono la società Speedway Team Company per gareggiare alla Indianapolis 500. L'officina della squadra fu stabilita nello stesso sito occupato dalla Prest-O-Lite fino alla cessione della stessa nel 1917. La società progettò e costruì l'automobile che vinse la gara nel 1919 con al volante il pilota Howdy Wilcox. La società cambiò attività con lo scoppio della prima guerra mondiale, divenendo Allison Experimental Company. Successivamente cambiò nome in  Allison Engineering Company; la società venne venduta nel 1929 alla General Motors dopo la morte di Allison nel 1928. Vennero create così due divisioni della General Motors: la Allison Engine Company, venduta poi alla Rolls-Royce Aerospace nel 1995, e quella che poi divenne la Allison Transmission, acquisita da una società di private equity nel 2007.
Allison, che soffriva di cardiopatia, costruì l'ospedale di Miami Beach insieme a Fisher; la struttura fu aperta al pubblico nel 1926 come Allison Hospital. Dopo diversi anni l'ospedale entrò in gestione della congregazione Sisters of St.Francis e divenne il St.Francis Hospital; venne chiuso nel 1992.

### Morte
Allison morì di polmonite nel 1928 a 56 anni. È sepolto al Crown Hill Cemetery di Indianapolis. La residenza ad Indianapolis "Riverdale" fa parte della Marian University.

## Onorificenze
Allison fu introdotto nella "Auto Racing Hall of Fame" di Indianapolis nel 1964.